# Premis Cóndor de Plata 2008
La 56a edició dels Premis Cóndor de Plata 2008, concedits per l'Asociación de Cronistas Cinematográficos de la Argentina, va tenir lloc el 15 de setembre de l'any 2008 als estudis de Canal 7, de Buenos Aires, on es va reconèixer a les millors pel·lícules argentines estrenades durant l'any 2007. Fou presentada per l’actor Mex Urtizberea i la periodista Carla Czudnowsky.
Les nominacions van ser anunciades el mes de gener del mateix any, amb un total de 39 pel·lícules o videofilms amb la possibilitat d'aspirar a algun premi de les diferents categories.

## Guanyadors i nominats
| Millor pel·lícula | Millor director |
| --- | --- |
| - XXY — Lucía Puenzo - El otro - La antena - La señal - Una novia errante | - Esteban Sapir — La antena - Ariel Rotter — El otro - Lorena Muñoz — Los próximos pasados - Lucía Puenzo — XXY - Ricardo Darín-Martín Hodara — La señal |
| Millor actriu | Millor actor |
| - Inés Efron — XXY - Ana Katz — Una novia errante - Beatriz Spelzini — Yo la recuerdo ahora - Carolina Peleritti — ¿Quién dice que es fácil? - Silvia Pérez — Encarnación | - Julio Chávez — El otro - Diego Peretti — ¿Quién dice que es fácil? - Luis Luque — Tres de corazones - Luis Ziembrowski — Más que un hombre - Ricardo Darín — La señal |
| Millor actriu de repartiment | Millor actor de repartiment |
| - Betiana Blum — Tocar el cielo - Mirta Busnelli — Las mantenidas sin sueños - Andrea Pietra — La señal - Lidia Catalano — ¿Quién dice que es fácil? - Martina Juncadella — Encarnación                                                                                                | - Diego Peretti — La señal - Carlos Portaluppi — Una novia errante - Osvaldo Bonet — El otro - Pompeyo Audivert — La mirada de Clara - Vando Villamil — La señal |
| Millor Revelació Femenina | Millor Revelació Masculina |
| - Sofía Gala Castiglione — El resultado del amor - María Ucedo — El otro - Mónica Ayos — Tres de corazones - Romina Ricci — ¿De quién es el portaligas? - Silvia Pérez — Encarnación                                                                                                   | - Iván de Pineda — Cuando ella saltó - Enrique Porcellana — La señal - Fena Della Maggiora — ¿De quién es el portaligas? - Julián Krakov — Más que un hombre - Lucas Ferraro — Como mariposas en la luz |
| Millor guió original | Millor guió adaptat |
| - Ariel Rotter — El otro - Anahí Berneri, Sergio Wolf, Dolores Espeja i Gustavo Malajovich — Encarnación - Inés Bortagaray i Ana Katz — Una novia errante - Pablo Solarz — ¿Quién dice que es fácil? - Vera Fogwill amb la col·laboració de Martín Desalvo — Las mantenidas sin sueños | - Lucía Puenzo — XXY sobre el conte Cinismo de Sergio Bizzio - Eduardo Mignogna, Ricardo Darín, Martín Hodara i Diego Peretti — La señal sobre la novel·la homònima d'Eduardo Mignogna - Horacio Grinberg, Roberto Fontanarrosa i Martín Méndez — Martín Fierro: la película sobre el llibre Martín Fierro de José Hernández - José Luis Cuerda — La educación de las hadas sobre l’obra de Didier van Cauwelaert - Oliverio Torre — El traductor sobre novel·la homònima de Salvador Benesdra |
| Millor pel·lícula documental | Millor Guió de Documental |
| - Los próximos pasados — Lorena Muñoz - Argentina Beat — Hernán Gaffet - Argentina latente — Fernando Solanas - Cocalero — Alejandro Landes - Estrellas — Federico León y Marcos Martínez                                                                                              | - Lorena Muñoz — Los próximos pasados - Alejandro Fernández Mouján — Pulqui, un instante en la patria de la felicidad - Federico León i Marcos Martínez — Estrellas - Paula Hernández i Graciela Maglié — Familia Lugones - Silvina Chague i Miguel Mato — Gambartes, verdades esenciales |
| Millor opera prima | Millor llargmetratge d’animació |
| - Las mantenidas sin sueños — Vera Fogwill i Martín Desalvo - Cocalero — Alejandro Landes - M — Nicolás Prividera - Más que un hombre — Dady Brieva i Gerardo Vallina - UPA! Una película argentina — Santiago Giralt, Camila Toker i Tamae Garateguy                                  | - El arca — Juan Pablo Buscarini - Isidoro: la película — José Luis Massa - Martín Fierro: la película — Norman Ruiz i Liliana Romero |
| Millor VideoFilm | Millor Curtmetratge |
| - Familia Lugones — Paula Hernández - Fotografías — Andrés Di Tella - Gambartes, verdades esenciales — Miguel Mato - Pulqui, un instante en la patria de la felicidad — Alejandro Fernández Mouján - TL-1, mi reino por un platillo volador — Tetsuo Lumière                           | - Trillizas Propaganda — Fernando Salem |
| Millor pel·lícula iberoamericana | Millor pel·lícula en llengua estrangera |
| - El laberinto del fauno — Guillermo del Toro - El cielo gira — Mercedes Álvarez - En el hoyo — Juan Carlos Rulfo - Ficció — Cesc Gay - La vida secreta de les paraules — Isabel Coixet                                                                                                | - La vida dels altres — Florian Henckel von Donnersmarck - 4 luni, 3 saptamini si 2 zile — Cristian Mungiu - 12:08 East of Bucharest — Corneliu Porumboiu - Cartes des d'Iwo Jima — Clint Eastwood - L'esquive — Andel Kechiche |
| Millor Fotografia | Millor Muntatge |
| - Marcelo Camerino — La señal - Christian Cottet — La antena - Diego Poleri — El árbol - Marcelo Lavintman — El otro - Natasha Braier — XXY | - Pablo Barbieri Carrera y Pablo Buján — La antena - Alejandra Almirón y Benjamín Ávila — Los próximos pasados - Alejandro Carrillo Penovi — La señal - Eliane Katz — El otro - Juan Carlos Macías — Cobrador |
| Millor direcció artística | Millor disseny de vestuari |
| - Margarita Jusid — La señal - Daniel Gimelberg — La antena - Jorge Ferrari y Juan Mario Roust — ¿De quién es el portaligas? - Mariela Rípodas — El niño de barro - Roberto Samuelle — XXY                                                                                             | - Beatriz Di Benedetto — La señal - Ana Markarián — ¿De quién es el portaligas? - Andrea Mattio — La antena - Beatriz Di Benedetto — La mirada de Clara - Cecilia Monti — El niño de barro |
| Millor so | Millor música original |
| - José Luis Díaz — La antena - Daniel Goldstein — La señal - Diego Gat — Argentina beat - Fernando Soldevila — XXY - Mauro Lázaro — Martín Fierro: la película | - Fernando Kabusacki — El amor y la ciudad - Andrés Goldstein y Daniel Tarrab — La señal - Andrés Goldstein y Daniel Tarrab — XXY - Fito Páez y Gonzalo Aloras — ¿De quién es el portaligas? - Leo Sujatovich — La antena |

## Premis i nominacions múltiples
| Pel·lícula                     | Nominacions |
| ------------------------------ | ----------- |
| La señal                       | 14          |
| La antena                      | 8           |
| El otro                        | 8           |
| XXY                            | 8           |
| ¿De quién es el portaligas?    | 5           |
| Encarnación                    | 4           |
| Los próximos pasados           | 4           |
| ¿Quién dice que es fácil?      | 4           |
| Una novia errante              | 4           |
| Las mantenidas sin sueños      | 3           |
| Martín Fierro: la película     | 3           |
| Más que un hombre              | 3           |
| Argentina Beat                 | 2           |
| Cocalero                       | 2           |
| El niño de barro               | 2           |
| Estrellas                      | 2           |
| Familia Lugones                | 2           |
| Gambartes, verdades esenciales | 2           |
| La mirada de Clara             | 2           |
| Tres de corazones              | 2           |

| Pel·lícula                | Premis |
| ------------------------- | ------ |
| La señal                  | 4      |
| La antena                 | 3      |
| XXY                       | 3      |
| El otro                   | 2      |
| Las mantenidas sin sueños | 2      |
| Los próximos pasados      | 2      |

## Premis Honorífics
En la cerimònia també va homenatjar un grup d'artistes, destacant-se els seus contribucions a la indústria cinematogràfica al llarg de les seves carreres.
Entre els honrats es van trobar l'actor Héctor Alterio, el periodista Tomás Eloy Martínez, el músic Mariano Mores i l'actriu Isabel Sarli als qui va concedir Premis Còndor de Plata a la Trajectòria.